# کاستلاتسو بورمیدا
کاستلاتسو بورمیدا (به ایتالیایی: Castellazzo Bormida) یک کومونه در ایتالیا است که در استان آلساندریا واقع شده‌است.

## خصوصیات
کاستلاتسو بورمیدا ۴۵٫۱ کیلومترمربع مساحت و ۴٬۶۳۶ نفر جمعیت دارد و ۱۰۴ متر بالاتر از سطح دریا واقع شده‌است.